# Tereza Dubrovská
Tereza Dubrovská, též Teréza, vlastním jménem Terezie Mixová, pokřtěná Terezie Josefina Johanna, provdaná Koseová (13. únor 1873, Slezská Ostrava – 8. listopad 1951, Nová Ves u Chotěboře) byla česká básnířka, překladatelka a klavíristka.

## Život
Narodila se v Ostravě v rodině důlního inženýra Aloise Mixy (1845–1914) a jeho ženy Anny, dcery ostravského uhelného magnáta Ignáce Vondráčka. Měla tři sestry: Annu (1874–1894), Jarmilu (1876–1960) – malířku, provdanou Šťastnou a Ludmilu (1879–po 1951), která se provdala za důstojníka francouzského námořnictva Eugena Hippeaua a žila v Toulonu.
Po smrti děda, Ignáce Vondráčka získaly jeho dcery podíl z jeho obrovského dědictví. Rodina Mixova se přestěhovala v roce 1889 do Prahy. Tereza měla soukromé vzdělání. Lexikon české literatury mylně uvádí, že absolvovala Vyšší dívčí školu a Pražskou konzervatoř. Tyto informace vyvrací Drahomír Šajtar . Mezi její soukromé učitele patřili profesoři těchto ústavů, například František Táborský, Jindřich Kàan z Albestů, pozdější ředitel konzervatoře, Karel Hoffmeister nebo Vítězslav Novák. Dále získala vzdělání v dějinách, dějinách literatury a dějinách výtvarného umění. V roce 1894 koupili Tereziini rodiče zámek a velkostatek v Nové Vsi u Chotěboře. Zde se stýkali například i s Františkem Ladislavem Riegerem, který měl statek v nedaleké Malči.
Na jaře 1907 se Tereza Dubrovská seznámila s F. X. Šaldou. Jejich vztah a intenzivní korespondence však končí v prosinci 1907, patrně díky iniciativě Růženy Svobodové.

### Manželství
29. května 1895 se Tereza Mixová provdala v Nové Vsi u Chotěboře za lékaře, pozdějšího univerzitního docenta MUDr. Otakara Kose (1868). V roce 1903 podnikla s manželem několikaměsíční cestu do severní Afriky (Tunisko, Alžír a Maroko), odkud se vrátili přes Španělsko, Francii a Německo. Po návratu do Prahy se věnovala hudbě a výtvarnému umění. V březnu 1907 navštívili Mallorku a Korsiku.
V letech 1906–1911 byl MUDr. Kose primářem interního oddělení Zemské nemocnice v Olomouci. Tereza Dubrovská zorganizovala pro Českou besedu v Olomouci přednášku F. X. Šaldy v prosinci 1907 a byla hostitelkou Jaroslava Vrchlického během jeho přednášky tamtéž o několik dnů později.
Manželství se okolo roku 1908 rozpadlo.

### Mecenáška

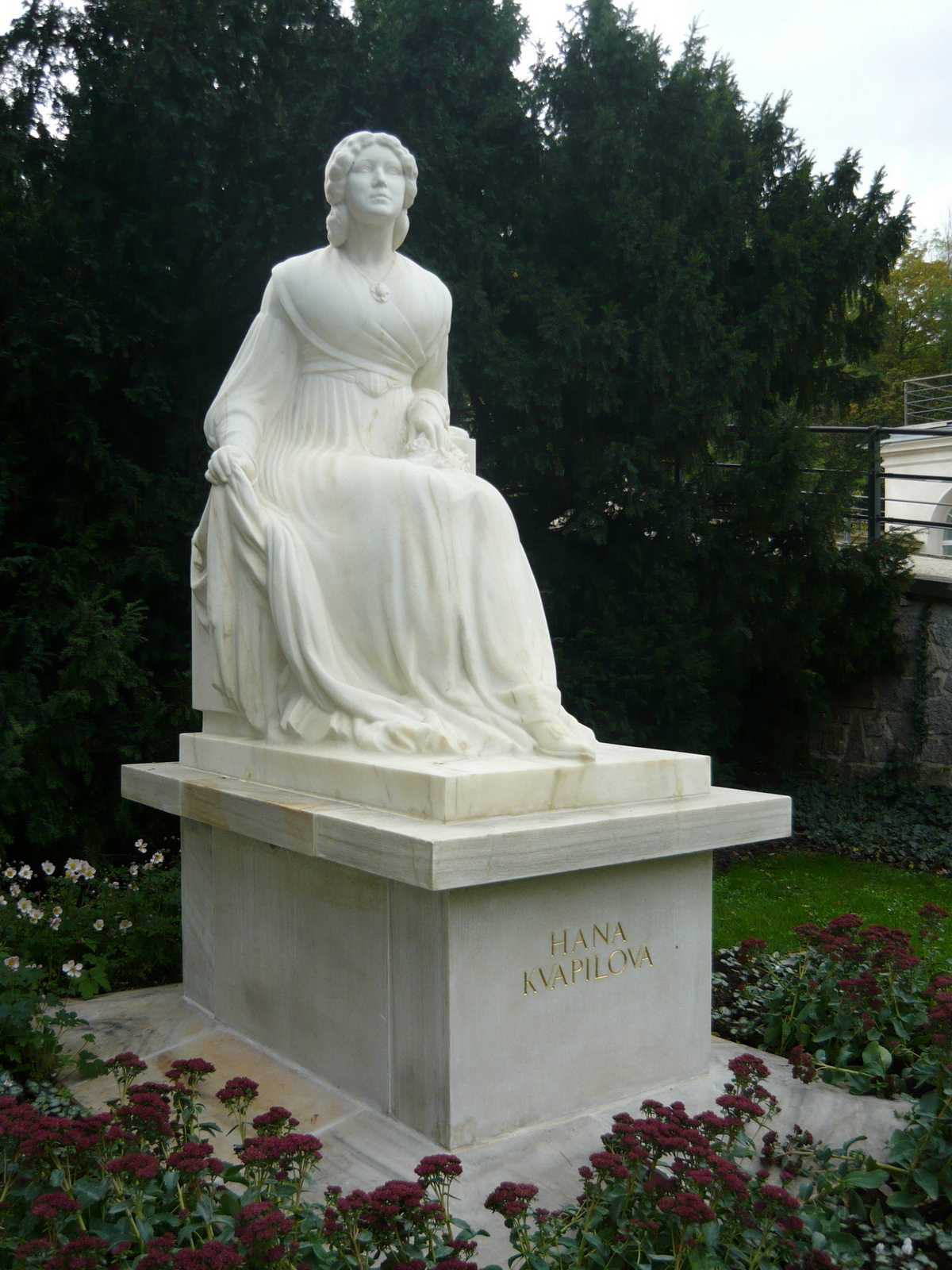
Pomník Hany Kvapilové od Jana Štursy.

Tereza Dubrovská využívala svého bohatství a svých kontaktů k podpoře umění v nejrůznějších podobách:
Byla inspirátorkou myšlenky na stavbu pomníku herečky Hany Kvapilové v Kinského sadech a zásadním způsobem rovněž přispěla finančně. Návrhy na pomník zpracovali sochaři: Josef Mařatka, Quido Kocian, Bohumil Kafka a Jan Štursa. Nejprve byl vybrán návrh Bohumila Kafky. Později se ale zadavatelé rozhodli pro návrh Jana Štursy. Pomník byl odhalen v roce 1914.
Založila veřejnou knihovnu v Rychvaldu. Podporovala Spolek pro výchovu mrzáčků MUDr. Jedličky na Vyšehradě. Založila Pomocný výbor pro umělce výtvarné, literáty a žurnalisty, který v letech první světové války mimo jiné podporoval i Viktora Dyka, Karla Tomana nebo Boženu Benešovou.
Pro Galerii Jiřího Karáska ze Lvovic získávala během svých cest po Evropě obrazy a především grafiku.
Na tyto akce věnovala značné vlastní prostředky; dále organizovala různé sbírky, dobročinné akce a prodejní výstavy.

### Překladatelka
V létě roku 1918 se v Chorvatsku seznámila s básníkem a pozdějším diplomatem Ante Tresić-Pavičićem. Překládala jeho verše do češtiny a několikrát jej navštívila (v roce 1921 v Portugalsku a ve Španělsku, v roce 1924 v USA).
Přeložila rovněž ze španělštiny několik básní Rubéna Daría.

### Závěr života
Kolem roku 1932 přišla Tereza Dubrovská o většinu svého majetku. Okolnosti nejsou dnes již známy. Sestrám Tereze a Jarmile zůstal pouze velkostatek v Nové Vsi. Jelikož se však nevyznaly v hospodářství a statek pronajímaly za nevýhodných podmínek, byl jeho výnos malý a sestry se musely značně uskromnit. Z těchto omezených příjmů splácela Dubrovská ještě dluh tiskárně za tisk své poslední sbírky Večery v Bissone.
V březnu 1948 byla na velkostatek uvalena národní správa. Stalo se tak na základě rozhodnutí Okresního národního výboru v Chotěboři ze dne 19. března 1948. Sestry byly vyhnány na ulici a dožily díky soucitu místních obyvatel. Tereza Dubrovská zemřela 8. listopadu 1951 a je pohřbena v rodinné hrobce v Nové Vsi.

## Dílo
První práce zaslala pod pseudonymem František Zvěřina Jaroslavu Kvapilovi do časopisu Zlatá Praha. Ten rozpoznal její talent a přiměl ji ke změně pseudonymu na Tereza Dubrovská. V roce 1903 editoval její první sbírku básní Písně. Své práce otiskovala i v časopisech Máj, Zvon a Květy.
Všechny její knihy, ač vycházely pod hlavičkou různých vydavatelství, byly prakticky vždy vydány vlastním nákladem.

### Básně
- Písně – Praha: Grosman a Svoboda, 1903
- Nové písně – Praha: Máj, 1905
- Když slunce zapadlo ...: Písně a nálady – v úpravě M. Kalába. Praha: František Topič, 1918
- Pandořina skříňka: Básně – dřevoryty František Kobliha. Praha: Jan Otto, 1927
- Černí a modří ptáci – mědirytiny vyryl a graficky upravil Karel Svolinský. Praha: Kamila Neumannová, 1928
- Rudé kamélie – úvodní sonet J. Karásek ze Lvovic; suchou jehlou a kresbou vyzdobil T. F. Šimon. Praha: Prokop Toman ml., 1929 – bibliofilie
- Fialové ocúny – Praha: Otakar Štorch-Marien, 1930
- Svátky mé duše – úvodní báseň napsal J. Karásek ze Lvovic. Praha: J. Otto, 1930
- Penelopa – úvod napsal J. Karásek ze Lvovic; leptem a kresbou vyzdobil T. F. Šimon. Praha: F. Topič, 1931
- Večery v Bissone – úvodní sonet napsal J. Karásek ze Lvovic. Praha: J. Otto, 1933

### Překlady
- Ante Tresić-Pavičić: Soumrak, Praha: Jan Otto, 1929

### Hudebniny [text]
- Alejemi akátů: op. 28: [zpěv a klavír] – Josef Bohuslav Foerster. Praha: B. Kočí,
- Můj nádherný sne jediný: [zpěv, klavír] – Jan Malát. Praha: J. Otto,
- Dvě písně: pro mezzosoprán s průvodem piana – Alois Rublič; T. Dubrovská; Růžena Jesenská. Praha: Václav Kotrba,
- Písně: pro střední hlas s průvodem piana – Emil Axman. Praha: V. Kotrba,
- Je tolik něhy: zpěv a klavír – Jan Malát. Praha: J. Otto, 1906
- Písně o marné lásce: pro sólový hlas s průvodem piana – Václav Juda Novotný. Praha: V. Kotrba
- Dvé písní: pro 1 hlas s průvodem klavíru – Jan Malát. Kutná Hora: Česká Hudba,
- Bílá, červená, modrá: tři ženské sbory: op. 115 – J. B. Foerster; J. Neruda, T. Dubrovská, E. Vrchlická. Praha: Hudební matice umělecké besedy, 1921
- Ztichlý slavík: píseň s prův. klavíru – J. Malát. Praha: J. Otto,